# Carl T. Sprague
Carl T. Sprague (* 10. Mai 1895 bei Alvin, Texas; † 19. Februar 1979 in Bryan, Texas) war ein US-amerikanischer Sänger. 1925 hatte er mit When The Work's All Done This Fall den ersten großen „Hit“ der Western Music und gilt daher als einer der Wegbereiter des Genres.

## Leben
| [[Datei:\|60px]] | Info zur Audio-Datei |

Seine Jugend verbrachte Sprague auf einer Ranch bei Alvin, Texas, wo er die traditionellen Lieder der Cowboys lernte. Bedingt durch den Ersten Weltkrieg beendete er seine Ausbildung an der Texas A&M University erst 1922. Durch Vernon Dalharts Song The Prisoner’s Song inspiriert, fuhr er im August 1925 nach Camden, New Jersey und nahm den heutigen Western-Klassiker When The Work's All Done This Fall auf. Dieses Lied erzählt von einem Cowboy, der sich so viel vorgenommen hat, wenn die harte Arbeit im Herbst zu Ende ist. Er erlebt jedoch den Herbst nicht mehr, da er in einer Stampede ums Leben kommt.
Die Platte verkaufte sich über 900.000 Mal. Insgesamt nahm er über 30 Songs auf, von denen aber nur wenige den Erfolg von When The Work's All Done This Fall wiederholen konnten. Während der Depression kam seine Karriere zum Stillstand, er trat jedoch noch bis ins hohe Alter auf Folk-Festen auf. Er zog nach Bryan, Texas, wo er 1979 verstarb.

## Titel (Auswahl)
- When The Work's All Done This Fall
- Bad Companions
- Following The Cowtrail
- If Your Saddle Is Good And Tight
- O Bury Me Not On The Lone Prairie (The Dying Cowboy)
- Last Great Round Up
- The Two Soldiers
- The Cowboy’s Meditation
- The Mormon Cowboy